# Xã Dor, Quận Smith, Kansas
Xã Dor (tiếng Anh: Dor Township) là một xã thuộc quận Smith, tiểu bang Kansas, Hoa Kỳ. Năm 2010, dân số của xã này là 30 người.